# Alpesisí a 2014. évi téli olimpiai játékokon
A 2014. évi téli olimpiai játékokon az alpesisí versenyszámait a Roza Hutor síközpontban, Szocsi körzetében fekvő Krasznaja Poljanában rendezték, február 9. és 22. között.
A férfiaknak és a nőknek egyaránt 5–5 versenyszámban osztottak érmeket.

## Naptár
Az időpontok moszkvai idő szerint (UTC+4) és magyar idő szerint (UTC+1) is olvashatóak. A döntők kiemelt háttérrel vannak jelölve.
| Dátum       | Helyi idő   | Magyar idő  | Versenyszám                  |
| ----------- | ----------- | ----------- | ---------------------------- |
| február 9.  | 11:00–13:00 | 08:00–10:00 | férfi lesiklás               |
| február 10. | 11:30–12:30 | 08:00–09:30 | női alpesi összetett         |
| február 10. | 15:00–16:00 | 12:00–13:00 | női alpesi összetett         |
| február 12. | 11:00–13:00 | 08:00–10:00 | női lesiklás                 |
| február 14. | 11:00–12:30 | 08:00–09:30 | férfi alpesi összetett       |
| február 14. | 15:30–16:30 | 12:30–13:30 | férfi alpesi összetett       |
| február 15. | 11:00–13:00 | 08:00–10:00 | női szuperóriás-műlesiklás   |
| február 16. | 11:00–13:00 | 08:00–10:00 | férfi szuperóriás-műlesiklás |
| február 18. | 09:30–11:30 | 06:30–08:30 | női óriás-műlesiklás         |
| február 18. | 13:00–14:30 | 10:00–11:30 | női óriás-műlesiklás         |
| február 19. | 11:00–13:00 | 08:00–10:00 | férfi óriás-műlesiklás       |
| február 19. | 14:30–16:00 | 11:30–13:00 | férfi óriás-műlesiklás       |
| február 21. | 16:45–18:00 | 13:45–15:00 | női műlesiklás               |
| február 21. | 20:15–21:15 | 17:15–18:15 | női műlesiklás               |
| február 22. | 16:45–18:15 | 13:45–15:15 | férfi műlesiklás             |
| február 22. | 20:15–21:35 | 17:15–18:35 | férfi műlesiklás             |

## Éremtáblázat
(Az egyes számoszlopok legmagasabb értéke, vagy értékei vastagítással kiemelve.)
| A 2014. évi téli olimpiai játékok éremtáblázata alpesisíben | A 2014. évi téli olimpiai játékok éremtáblázata alpesisíben | A 2014. évi téli olimpiai játékok éremtáblázata alpesisíben | A 2014. évi téli olimpiai játékok éremtáblázata alpesisíben | A 2014. évi téli olimpiai játékok éremtáblázata alpesisíben | Olimpia  |
| ----------------------------------------------------------- | ----------------------------------------------------------- | ----------------------------------------------------------- | ----------------------------------------------------------- | ----------------------------------------------------------- | -------- |
|                                                             | Ország                                                      | Arany                                                       | Ezüst                                                       | Bronz                                                       | Összesen |
| 1.                                                          | Ausztria (AUT)                                              | 3                                                           | 4                                                           | 2                                                           | 9        |
| 2.                                                          | Egyesült Államok (USA)                                      | 2                                                           | 1                                                           | 2                                                           | 5        |
| 3.                                                          | Svájc (SUI)                                                 | 2                                                           | 0                                                           | 1                                                           | 3        |
| 4.                                                          | Szlovénia (SLO)                                             | 2                                                           | 0                                                           | 0                                                           | 2        |
| 5.                                                          | Németország (GER)                                           | 1                                                           | 1                                                           | 1                                                           | 3        |
| 6.                                                          | Norvégia (NOR)                                              | 1                                                           | 0                                                           | 2                                                           | 3        |
|                                                             |                                                             |                                                             |                                                             |                                                             |          |
| 7.                                                          | Franciaország (FRA)                                         | 0                                                           | 1                                                           | 1                                                           | 2        |
| 7.                                                          | Olaszország (ITA)                                           | 0                                                           | 1                                                           | 1                                                           | 2        |
| 9.                                                          | Horvátország (CRO)                                          | 0                                                           | 1                                                           | 0                                                           | 1        |
|                                                             |                                                             |                                                             |                                                             |                                                             |          |
| 10.                                                         | Kanada (CAN)                                                | 0                                                           | 0                                                           | 1                                                           | 2        |
|                                                             |                                                             |                                                             |                                                             |                                                             |          |
| Összesen                                                    | Összesen                                                    | 11                                                          | 9                                                           | 11                                                          | 31       |

## Érmesek

### Férfi
| A 2014. évi téli olimpiai játékok érmesei férfi alpesisíben |                                     |         |                                           |         |                                         |         |
| Versenyszám                                                 | Arany                               | Arany   | Ezüst                                     | Ezüst   | Bronz                                   | Bronz   |
| Alpesi összetett                                            | Sandro Viletta · Svájc (SUI)        | 2:45,20 | Ivica Kostelić · Horvátország (CRO)       | 2:45,54 | Christof Innerhofer · Olaszország (ITA) | 2:45,67 |
| Lesiklás                                                    | Matthias Mayer · Ausztria (AUT)     | 2:06,23 | Christof Innerhofer · Olaszország (ITA)   | 2:06,29 | Kjetil Jansrud · Norvégia (NOR)         | 2:06,33 |
| Műlesiklás                                                  | Mario Matt · Ausztria (AUT)         | 1:41,84 | Marcel Hirscher · Ausztria (AUT)          | 1:42,12 | Henrik Kristoffersen · Norvégia (NOR)   | 1:42,67 |
| Óriás-műlesiklás                                            | Ted Ligety · Egyesült Államok (USA) | 2:45,29 | Steve Missillier · Franciaország (FRA)    | 2:45,77 | Alexis Pinturault · Franciaország (FRA) | 2:45,93 |
| Szuperóriás-műlesiklás                                      | Kjetil Jansrud · Norvégia (NOR)     | 1:18,14 | Andrew Weibrecht · Egyesült Államok (USA) | 1:18,44 | Jan Hudec · Kanada (CAN)                | 1:18,67 |
| Szuperóriás-műlesiklás                                      | Kjetil Jansrud · Norvégia (NOR)     | 1:18,14 | Andrew Weibrecht · Egyesült Államok (USA) | 1:18,44 | Bode Miller · Egyesült Államok (USA)    | 1:18,67 |

### Női
| A 2014. évi téli olimpiai játékok érmesei női alpesisíben |                                           |         |                                       |         |                                         |         |
| Versenyszám                                               | Arany                                     | Arany   | Ezüst                                 | Ezüst   | Bronz                                   | Bronz   |
| Alpesi összetett                                          | Maria Höfl-Riesch · Németország (GER)     | 2:34,62 | Nicole Hosp · Ausztria (AUT)          | 2:35,02 | Julia Mancuso · Egyesült Államok (USA)  | 2:35,15 |
| Lesiklás                                                  | Tina Maze · Szlovénia (SLO)               | 1:41,57 | nem adták ki                          |         | Lara Gut · Svájc (SUI)                  | 1:41,67 |
| Lesiklás                                                  | Dominique Gisin · Svájc (SUI)             | 1:41,57 | nem adták ki                          |         | Lara Gut · Svájc (SUI)                  | 1:41,67 |
| Műlesiklás                                                | Mikaela Shiffrin · Egyesült Államok (USA) | 1:44,54 | Marlies Schild · Ausztria (AUT)       | 1:45,07 | Kathrin Zettel · Ausztria (AUT)         | 1:45,35 |
| Óriás-műlesiklás                                          | Tina Maze · Szlovénia (SLO)               | 2:36,87 | Anna Fenninger · Ausztria (AUT)       | 2:36,94 | Viktoria Rebensburg · Németország (GER) | 2:37,14 |
| Szuperóriás-műlesiklás                                    | Anna Fenninger · Ausztria (AUT)           | 1:25,52 | Maria Höfl-Riesch · Németország (GER) | 1:26,07 | Nicole Hosp · Ausztria (AUT)            | 1:26,18 |